# Nico Robin
Nico Robin (ニコ・ロビン?, Niko Robin) è una dei protagonisti del manga One Piece, scritto e disegnato da Eiichirō Oda, e delle sue opere derivate.
Inizialmente è una nemica dei protagonisti e ricopre il ruolo di vicepresidente nell'organizzazione criminale Baroque Works con il nome in codice di Miss All Sunday (ミス・オールサンデー?, Misu Ōru Sandē), Miss Domenica nel doppiaggio italiano dell'anime. Dopo aver tradito il suo capo Crocodile, tuttavia, diventa il settimo membro della ciurma di Cappello di Paglia. Robin è un'archeologa in grado di leggere l'antica lingua; il suo sogno è decifrare il Real Poignee Griffe per fare luce sul mistero dei Cento anni del grande vuoto.

## Biografia del personaggio

### L'infanzia, l'incontro con Rufy e la prima metà della Rotta Maggiore
Robin è nativa di Ohara, un'isola del Mare Occidentale abitata da archeologi dediti allo studio dei Poignee Griffe: sua madre, Nico Olvia, era un'archeologa che ha abbandonato l'isola per i suoi studi. Robin venne affidata alle cure di una zia, che la trattava però come una serva; essendosi poi nutrita del Frutto del diavolo Fior Fior era discriminata anche dagli altri bambini a causa dei poteri ottenuti. Gli unici che la trattavano bene erano gli archeologi dell'isola, con a capo il professor Clover: grazie a loro si appassionò allo studio del passato, imparando a leggere i Poignee Griffe e iniziando a sognare di scoprire quanto accaduto nei Cento anni del grande vuoto. Un giorno naufragò sull'isola Hagwor D. Sauro, gigante viceammiraglio della Marina e amico di Olvia, con cui stringe amicizia. Non appena però questi scopre di trovarsi sull'isola di Ohara avverte la bambina che il Governo mondiale pianifica di lanciare un Buster Call sull'isola per annientare gli archeologi e censurare le loro ricerche e le intima di fuggire. Dopo aver assistito all'esecuzione di Clover da parte di Spandine, allora capo della CP9, ed essersi ricongiunta con la madre, viene fatta fuggire da Sauro. I due vengono però fermati dal viceammiraglio Kuzan, che congela Sauro mentre lascia fuggire Robin proprio per fare un favore al gigante, suo vecchio amico. Siccome Robin era in grado di leggere i Poignee Griffe, il Governo pone una taglia sulla sua testa, costringendola a vivere da fuggiasca e a unirsi ad associazioni criminali che però venivano sempre sbaragliate a causa della sua presenza: dopo circa vent'anni Crocodile, essendo intenzionato a trovare l'arma ancestrale Pluton, le chiese di unirsi alla Baroque Works come vice presidente, per organizzare un colpo di stato nel regno di Alabasta e ottenere l'accesso al Poignee Griffe rivelante il nascondiglio dell'arma.
Nel corso delle operazioni si imbatte in Monkey D. Rufy e nella sua ciurma: quando giungono ad Alabasta per accompagnare la principessa Nefertari Bibi, Robin salva Rufy dopo che questi viene quasi ucciso da Crocodile, chiedendogli informazioni sul significato della D.: appurato che il ragazzo non sa nulla, lo consegna a Pell per curarlo. Quando lei e Crocodile giungono al cospetto del Poignee Griffe, conscia della pericolosità di quelle informazioni, gli nasconde la verità su quanto scritto e lui, furioso, la ferisce; viene però salvata da Rufy e Robin, riconoscente, si unisce alla sua ciurma. Giunti nell'isola nel cielo Robin elimina Yama e, al termine degli scontri, trova e legge il Poignee Griffe di Shandora scoprendo l'esistenza di un'altra Arma ancestrale, Poseidon, e la sua ubicazione. Tornati nel mare blu, dopo essere sfuggiti a Foxy si imbattono in Kuzan, ora divenuto ammiraglio, intenzionato a uccidere Robin: nonostante riesca a congelarla viene salvata da TonyTony Chopper, medico di bordo della ciurma. A Water Seven entra nuovamente in contatto con la CP9, che le propone di assassinare il sindaco della città Iceburg, far ricadere la colpa sulla ciurma e poi consegnarsi al Governo, altrimenti avrebbero richiesto un Buster Call sulla città. Robin, ormai stanca di continuare a fuggire, acconsente per non mettere a repentaglio la vita dei suoi compagni. Portato a termine il compito, viene condotta a Enies Lobby dove, dopo aver assistito alla dichiarazione di guerra dei compagni al Governo mondiale, acconsente a lasciarsi salvare. Dopo essere salpati nuovamente da Water Seven giungono a Thriller Bark, dove conoscono Brook e affrontano Gekko Moria. Giunti alle isole Sabaody la ciurma viene attaccata dall'ammiraglio Kizaru e da Orso Bartholomew, che spedisce i membri della ciurma in varie parti del mondo: Robin atterra a Tequila Wolf, dove viene inizialmente resa schiava per poi essere liberata dai rivoluzionari. Portata a Baltigo incontra il padre di Rufy, Monkey D. Dragon, capo dell'Armata rivoluzionaria; ricevuto poi il messaggio del suo capitano sul loro prossimo incontro decide di allenarsi per i due anni successivi.

### Il Nuovo Mondo
Ritornati alle Sabaody, Robin e gli altri riescono a sfuggire alla Marina, per poi dirigersi all'isola degli uomini-pesce, dove contribuiscono a sventare una cospirazione ai danni del regno da parte di Hody Jones e dei suoi pirati. Robin, inoltre, trova un altro Poignee Griffe, che si rivela essere una lettera di scuse. Al termine degli scontri Robin, discutendo con re Nettuno, rivela che l'Arma ancestrale Poseidon in realtà è l'abilità della principessa Shirahoshi di comandare i Re del mare. Giunti nel Nuovo Mondo, sbarcano a Punk Hazard, dove si alleano con la ciurma dei pirati Heart capitanata da Trafalgar Law al fine di rovesciare l'Imperatore Kaido. Incontrano inoltre il samurai Kin'emon e Momonosuke, che si uniscono a loro. Giunti a Dressrosa la ciurma si scontra con il clan di Donquijote, organizzazione comandata dal membro della Flotta Donquijote Do Flamingo. Giunti a Zo scoprono che Sanji, separatosi da loro a Dressrosa assieme a Nami, Brook e Chopper, è stato rapito dall'imperatrice Big Mom: mentre Rufy, accompagnato da Nami, Brook, Chopper e dai visoni Pedro e Carrot, si dirige a salvare il cuoco, il resto della ciurma si dirige con Law e i samurai Kin'emon, Kanjuro e Raizo al paese di Wa, per preparare l'offensiva contro Kaido. Arrivati a Wa la ciurma si riunisce e scopre la verità su Kin'emon e sui suoi compagni, venendo a conoscenza della storia di Kozuki Oden, padre di Momonosuke. Durante l'assalto a Onigashima Robin, dopo aver parlato con Law sul significato della D. e avergli chiesto di aiutarla a trovare il Road Poignee Griffe, salva Sanji da Black Maria riuscendo a sconfiggerla. Dopo i combattimenti, grazie a un colloquio con il precedente shogun di Wa Sukiyaki, riesce a trovare il Road Poignee Griffe, a scoprire parte della storia del paese e la reale ubicazione di Pluton, nascosta proprio sull'isola. Salpata da Wa, dopo aver incontrato Jewelry Bonney ed essere giunta a Egghead la ciurma incontra il dottor Vegapunk, che chiede a Rufy di aiutarlo a fuggire dall'isola consapevole che il Governo stia cercando di ucciderlo per le sue ricerche sul secolo buio; Vegapunk rivela inoltre che Sauro, sopravvissuto all'attacco di Kuzan e al buster call di Ohara, era riuscito a mettere in salvo i libri e le ricerche degli archeologi portandole ad Erbaf. Intercettati dalla CP0 e dai Cinque Astri di Saggezza, la ciurma riesce a fuggire aiutata dai pirati Guerrieri Giganti.

## Descrizione

### Aspetto fisico
Robin è inizialmente presentata come una bella ragazza dalla pelle abbronzata, capelli neri lunghi fino alle spalle e occhi castani (azzurri nella trasposizione anime). Dopo i due anni di allenamento porta i capelli lunghi fino alla vita e presenta la pelle più chiara. Alla prima apparizione ha 28 anni.

### Personalità
A causa del suo passato Robin ha inizialmente mostrato una personalità schiva e restia alla fiducia nel prossimo, essendo stata costretta sin da bambina a fuggire dal Governo e a cercare rifugio da persone che finivano col tradirla per intascare la sua taglia, arrivando anche a disprezzare la sua stessa vita. Sebbene vedesse anche la ciurma di Rufy solamente come un rifugio temporaneo, ha iniziato via via ad affezionarsi a loro tanto da decidere di sacrificarsi per proteggerli dalla CP9. Dopo i fatti di Enies Lobby, però, inizia a mostrarsi molto più aperta con i suoi compagni: ciò è sottolineato dal fatto che, se prima si rivolgeva ai membri della ciurma con il ruolo che ricoprivano ("capitano" per Rufy, "dottore" per Chopper, "navigatrice" per Nami e così via), ha qui iniziato a chiamarli per nome.
La persecuzione da parte del Governo è causata dal fatto che Robin sia l'unica superstite degli archeologi di Ohara, in grado di leggere i Poignee Griffe e pertanto capace di svelare i segreti del Secolo vuoto, traguardo che è effettivamente il suo sogno: a causa di ciò è stata soprannominata dal Governo "bambina diabolica" (悪魔の子?, Akuma no ko, "discendente dei diavoli" nel doppiaggio italiano dell'anime), mentre tra i membri dell'Armata rivoluzionaria è conosciuta come "Luce della rivoluzione" (革命の灯?, Kakumei no tomoshibi).
Complessivamente Robin è tra i personaggi più intelligenti e razionali della ciurma: la sua calma e pacatezza in ogni situazione fa da contrappunto alla demenzialità dei suoi compagni. Talvolta, e soprattutto dopo i due anni, tenta di stare al passo con i comportamenti ridicoli del suo capitano, risultando però quasi sempre in commenti e immagini al limite del grottesco e dell'inquietante.

### Taglia
La sua prima taglia ammontava a 79 milioni di berry e le venne assegnata dopo la fuga da Ohara con l'accusa di avere affondato alcune navi della Marina: in realtà le navi erano state affondate da Sauro per difendere l'isola, e la taglia le fu assegnata a causa della sua capacità di leggere i Poignee Griffe. Dopo l'unione alla ciurma di Rufy e la fuga da Enies Lobby venne portata a 80 milioni di berry. In seguito ai fatti di Dressrosa raggiunge i 130 milioni. Dopo gli scontri al paese di Wa raggiunge i 930 milioni.

## Poteri
Nico Robin ha mangiato il frutto del diavolo paramisha Fior Fior (ハナハナの実?, Hana Hana no Mi), che le permette di far comparire copie di qualsiasi parte del suo corpo, come braccia o gambe, su qualsiasi superficie o anche sui corpi altrui; sebbene sia possibile creare un numero illimitato di copie, il frutto ha un certo raggio d'azione oltre il quale non è possibile far spuntare alcunché. Robin ha il controllo totale delle copie così create, e qualsiasi informazione che queste ricevono viene recepita anche dalla ragazza, compresi i danni subiti: creando occhi e orecchie, ad esempio, può spiare e ascoltare conversazioni a distanza. Dopo i due anni di allenamento Robin si mostra capace di creare intere copie di sé stessa, e di unire gli arti creati per formarne di più grandi; durante i due anni di allenamento, inoltre, ha appreso i rudimenti del karate degli uomini pesce grazie all'aiuto di Koala.

## Accoglienza
Nico Robin è stata accolta positivamente dai fan, ottenendo il settimo posto nel sondaggio del 2006 e l'undicesimo in quello del 2014. Nel sondaggio del 2017 si è piazzata al 12º posto, classificandosi terza tra i personaggi femminili, e nel sondaggio del 2021 si è piazzata al 6º posto.
Carl Kimlinger, di Anime News Network, ha apprezzato il retroscena sull'infanzia di Robin durante la saga di Enies Lobby, affermando che la storia tragica della piccola Robin ti "distrugge positivamente" e collocando il tutto tra le scene più strazianti di One Piece. In un sondaggio condotto da eBookJapan Robin è risultata essere l'ottavo personaggio femminile dei manga al quale le lettrici comprese nella fascia d'età tra i venti e i trent'anni vorrebbero assomigliare fisicamente.

### Nella cultura di massa
Il 9 ottobre 2021 è stata inaugurata a Kumamoto una statua di bronzo raffigurante Nico Robin; la statua fa parte di una serie raffigurante i membri della ciurma di Cappello di paglia, pensata come ringraziamento all'autore per il sostegno dato dopo il terremoto  del 2016.

## Altri media
A Robin è stata dedicata una light novel sul periodico One Piece Magazine: il romanzo, scritto e illustrato da Jun Esaka, tratta delle avventure vissute dall'archeologa durante i due anni di permanenza con l'armata rivoluzionaria.